# Valdemaras Vareika
Valdemaras Vareika (* 1963 in der Litauischen SSR) ist ein litauischer Ingenieur und Manager, Generaldirektor des drittgrößten litauischen Konzerns „Achemos grupė“.

## Leben
Nach dem Abitur absolvierte er 1986 das Studium der Mechanik an der Fakultät für Mechanik am Kauno politechnikos institutas und wurde Ingenieur-Mechaniker, arbeitete im Industrieverband "Azotas" in Jonava.
Danach übernahm er leitende Positionen. Er war Remontmeister, Leiter der Methanol-Zeche, Leiter der Zeche Nr. 1 und Nr. 2 für Ammoniak-Produktion, stellvertretender Technikdirektor und von 2008 bis 2012 Produktionsdirektor, vom 25. April 2012 bis Juni 2013 war er Generaldirektor der AB „Achema“. Seit Juni 2013 leitet er die UAB „Achemos grupė“.

## Familie
Vareika ist verheiratet. Mit Frau Birutė, Mitarbeiterin von UAB „Transachema“, hat er die Töchtern Gintarė und Vitautė.